# Hampton (Géorgie)
Pour les articles homonymes, voir Hampton.
Hampton est une ville située au sud ouest du Comté de Henry dans l'État de Géorgie aux États-Unis. Selon le recensement de 2010, la ville possède une population de 6 987 habitants pour 4 793 en 2005. Les adresses postales d'Hampton empiètent également  dans le Comté d'East Clayton et dans le Comté de Noth Spalding.
Hampton est la banlieue sud-est de la région métropolitaine d'Atlanta.

## Histoire
La ville était autrefois connue comme Bear Creek ou Bear Creek Station, en référence à un ruisseau qui traverse la région. La ville a été déplacée, établie et rebaptisée en 1873 lorsque la ligne de chemin de fer Central Railroad of Georgia fut aménagée à environ un mile à l'ouest. La ville doit son nom actuel au Général de Brigade Wade Hampton I, un soldat américain lors de la Guerre révolutionnaire américaine (1775–1783) et lors de la Guerre de 1812.

## Point d'intérêt
L'Atlanta Motor Speedway et l'aéroport Henry County sont situés à 3 milles (4,8 km) à l'ouest d'Hampton. L'Atlanta Air Route Traffic Control Center et l'Administration fédérale de l'aviation ARTCC gérant l'espace aérien d'Atlanta et d'autres régions du sud-est des États-Unis, sont situés à Hampton.

## Géographie
Hampton est localisé 33° 22′ 53″ N, 84° 17′ 22″ O (33.381522, -84.289573).
Selon le Bureau du recensement des États-Unis, la ville a une surface totale de 6,92 km2 (4,3 milles) dont 0,064 km2 (0,04 mi) d'eau (0,69 %).

### Routes importantes
- - U.S. Route 19
- - U.S. Route 41
- - Route d'État 3
- - Route d'État 20
- - Route d'État 81

### Sports
L'Atlanta Motor Speedway est situé à Hampton.
| Événements | Sport            | Ligue  | Lieu                   |
| --- | ---------------- | ------ | ---------------------- |
| Cup Series (Folds of Honor QuikTrip 500) Xfinity Series Camping World Truck Series O'Reilly Auto Parts Friday Night Drags (en) Thursday Thunder Series (en) | Sport automobile | NASCAR | Atlanta Motor Speedway |

## Démographie
| Année | Population | Évolution |
| ----- | ---------- | --------- |
| 1880  | 621        | -         |
| 1890  | 422        | -32       |
| 1900  | 468        | +10,9     |
| 1910  | 1 093      | +133,5    |
| 1920  | 927        | -15.2     |
| 1930  | 1 002      | +8,1      |
| 1940  | 619        | -38,2     |
| 1950  | 864        | +39,6     |
| 1960  | 1 253      | +45       |
| 1970  | 1 551      | +23,8     |
| 1980  | 2 059      | +32,8     |
| 1990  | 2 694      | +30,8     |
| 2000  | 3 857      | +43,2     |
| 2010  | 6 987      | +81,2     |
| 2015  | 7 372      | + 5,5     |

Selon le recensement de 2000, il y avait 3 857 habitants, 1 411 ménages et 1 049 familles résidant dans la cité.
La densité de population était de 347,1 personnes par km2.
La population était composée de :
- 84,16 % de Blancs ;
- 13,38 % d'Afro-Américains ;
- 0,16 % de d'Amérindiens ;
- 0,67 % d'Asiatiques ;
- 0,57 % d'autres ethnies ;
- 1,06 % de métis.

Les Hispaniques et Latinos représentaient 1,74 % de cette population.
Parmi les 1 411 ménages, 41,0 % avaient des enfants âgés de moins de 18 ans vivant avec eux, 55,3 % étaient des couples mariés vivant ensemble, 14,7 % avaient une femme sans mari et 25,6 % n'étaient pas des familles.
19,6 % des ménages étaient constitués de personnes vivant seules dont 6,9 % étaient âgées de 65 ans ou plus. La taille moyenne des ménages était de 2,73 personnes et la famille moyenne comptait 3,12 personnes.
En ville, la pyramide des âges était de :
- 29,8 % sous l’âge de 18 ans ;
- 8,8 % de 18 à 24 ans ;
- 35,4 % de 25 à 44 ans ;
- 17,0 % de 45 à 64 ans ;
- 8,9 % de 65 ans ou plus.

L’âge moyen de la population était de 31 ans. Il y avait 92,4 hommes pour 100 femmes et pour 100 femmes de 18 ans et plus, il y a des 88,7 hommes.
Le revenu moyen par ménage était 46 094 $, et le revenu moyen par famille était 48 310 $. Les hommes avaient un revenu moyen de 37 750 $ contre 25 286 $ pour les femmes. Le revenu par habitant était de 18 924 $. Environ 2,1 % des familles et 5,0 % de la population vivaient en dessous du seuil de pauvreté, dont 1,8 % étaient âgés de moins de 18 ans et 14,6 % de 65 ans ou plus.
| 1880 | 1890 | 1900 | 1910  | 1920 | 1930  |
| ---- | ---- | ---- | ----- | ---- | ----- |
| 621  | 422  | 468  | 1 093 | 927  | 1 002 |

| 1940 | 1950 | 1960  | 1970  | 1980  | 1990  |
| ---- | ---- | ----- | ----- | ----- | ----- |
| 619  | 864  | 1 253 | 1 551 | 2 059 | 2 694 |

| 2000  | 2010  | - | - | - | - |
| ----- | ----- | - | - | - | - |
| 3 857 | 6 987 | - | - | - | - |

## Enseignement

### Publique

#### École primaire
- Hampton Charter Elementary School
- Mt. Carmel Elementary School
- Rocky Creek Elementary School

#### École moyenne
- Hampton Middle School

#### École supérieure
- Luella High School
- Hampton High School